# Małgorzata Brzóska
Małgorzata Michalina Brzóska – polska naukowiec, diagnosta laboratoryjny, toksykolog, profesor nauk medycznych.

## Życiorys
W 1992 ukończyła studia na Filii Uniwersytetu Warszawskiego w Białymstoku. Zaraz po studiach rozpoczęła pracę na Akademii Medycznej w Białymstoku. W 1998 pod kierunkiem prof. Janiny Moniuszko-Jakoniuk z Zakładu Toksykologii obroniła pracę doktorską "Badania nad wpływem kadmu na gospodarkę wapniową w ustroju szczura" uzyskując stopień naukowy doktora nauk medycznych. W 2005 na podstawie osiągnięć naukowych i złożonej rozprawy "Wpływ kadmu zastosowanego w stężeniach odpowiadających narażeniom środowiskowym i zawodowym ludzi na układ kostny szczurów" uzyskała stopień naukowy doktora habilitowanego nauk medycznych. W 2017 uzyskała tytuł naukowy profesora nauk medycznych.
Pełni funkcję kierownika Zakładu Toksykologii (od 2009) oraz kierownika studiów doktoranckich na Wydziale Farmaceutycznym z Oddziałem Medycyny Laboratoryjnej UMB. Członek Zespołu Analizy Spektralnej Komitetu Chemii Analitycznej Polskiej Akademii Nauk. Członek Komisji Rewizyjnej Zarządu Głównego oraz przewodnicząca oddziału białostockiego Polskiego Towarzystwa Toksykologicznego. Zarejestrowana w Krajowym Rejestrze Toksykologów Polskiego Towarzystwa Toksykologicznego.

## Odznaczenia
- Brązowy Krzyż Zasługi (2007)[9]
- Srebrny Krzyż Zasługi (2020)[10]